# Castrelos (Vigo)
Castrelos ist eine Pfarrei und ein Bezirk (entidad local menor) der nordwestspanischen Stadt Vigo in der Provinz Pontevedra in der Autonomen Gemeinschaft Galicien.

## Lage
Castrelos liegt in einer Höhe von ca. 50 Metern ü. d. M. oberhalb der Meeresbucht Ría de Vigo und unmittelbar südlich des Río Lagares. Castrelos ist etwa zweieinhalb Kilometer (Fahrtstrecke) in südlicher Richtung vom Stadtzentrum entfernt; der Stadtteil Bembrive mit seiner romanischen Pfarrkirche (Igrexa de Santiago) befindet sich nur etwa drei Kilometer östlich.

## Wirtschaft
Die Landwirtschaft, vor allem die Viehzucht, spielte traditionell die größte Rolle im Wirtschaftsleben der kleinen Gemeinde; in der Umgebung haben sich etwa 100 Speicherbauten (hórreos) erhalten. Heute ist das ehemalige Dorf Teil der Hafen- und Industriestadt Vigo.

## Geschichte
Bis zum Jahr 1862 gehörte Castrelos zum Besitz des Malteserordens; dann wurde der Ort nach Vigo eingemeindet.

## Sehenswürdigkeiten
- Die Pfarrkirche Santa María ist ein spätromanischer Bau des frühen 13. Jahrhunderts (Weihe 1216) mit einem Glockengiebel aus der Zeit der Renaissance. Die halbrunde Apsis hat zwei reich verzierte und beinahe gleichgestaltete Vierpassfenster, welche kreuzförmig angeordnet sind. Das im Bogenscheitel kaum merklich angespitzte gotische Westportal verfügt über sechs eingestellte Säulen mit gotisch anmutenden Kelchkapitellen. Die Archivoltenbögen sind nur geringfügig profiliert; ihre Stirnseiten präsentieren jedoch reich verzierte Sternstäbe und einen Klötzchenfries als äußeren Rahmen. Das Tympanon zeigt ein Kreuz, welches von insgesamt sechs Pflanzen- oder Blattmotiven umgeben ist. Das Südportal ist etwas kleiner aber insgesamt nahezu gleichgestaltet; seitlich oberhalb befinden sich zwei schlanke und von eingestellten Säulchen gerahmte Fenster. Das zentrale Kreuzmotiv im Tympanon des Nordportals ist leicht abgewandelt; die Archivolten sind denen der beiden anderen Portale vergleichbar. Das Kirchenschiff ist etwa 20 Meter lang und 7 Meter breit und wird von einem offenen Dachstuhl überspannt; die Apsis ist nach innen eingezogen und zeigt die übliche Kalottenwölbung.

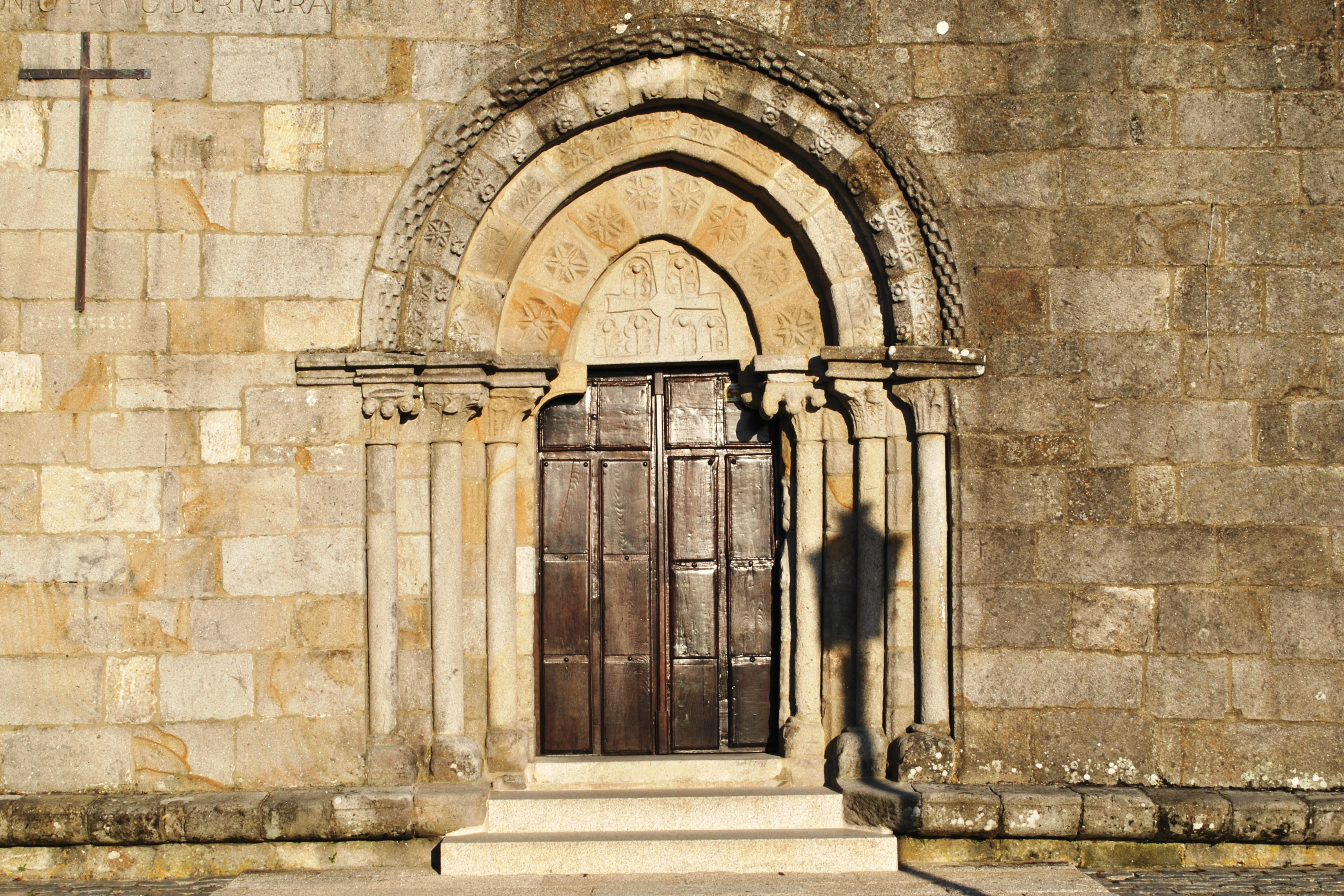
Westportal
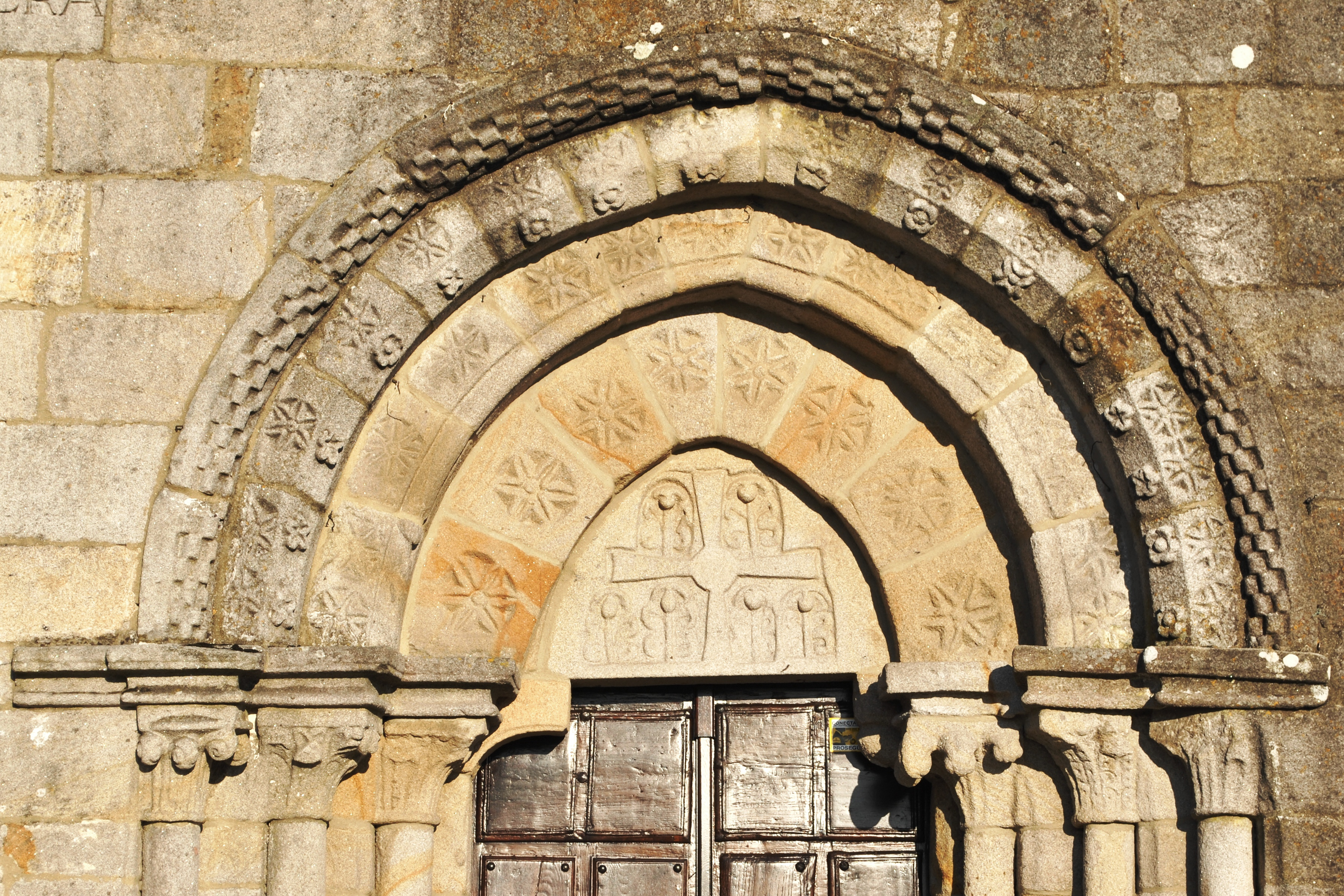
Tympanon des Westportals
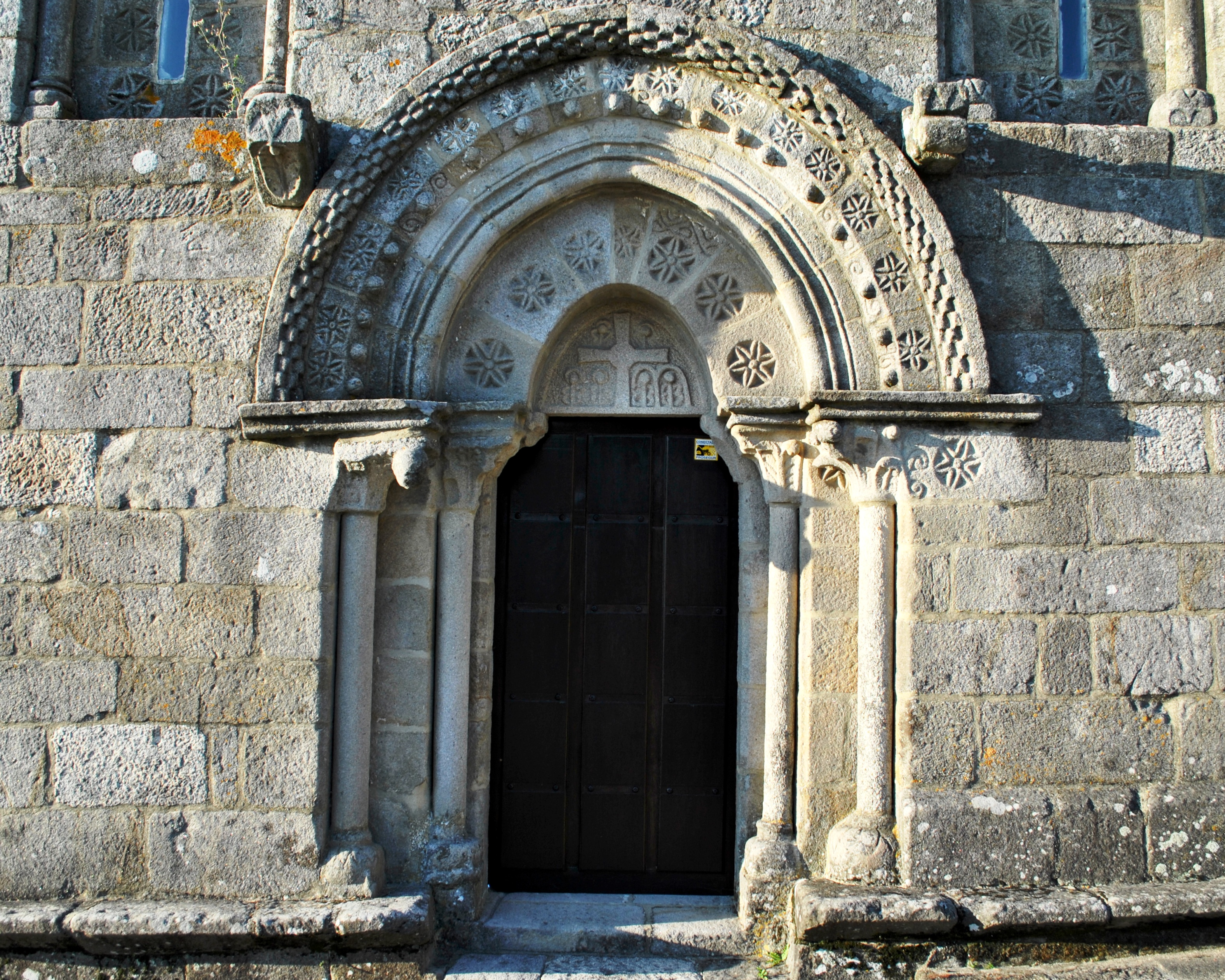
Südportal
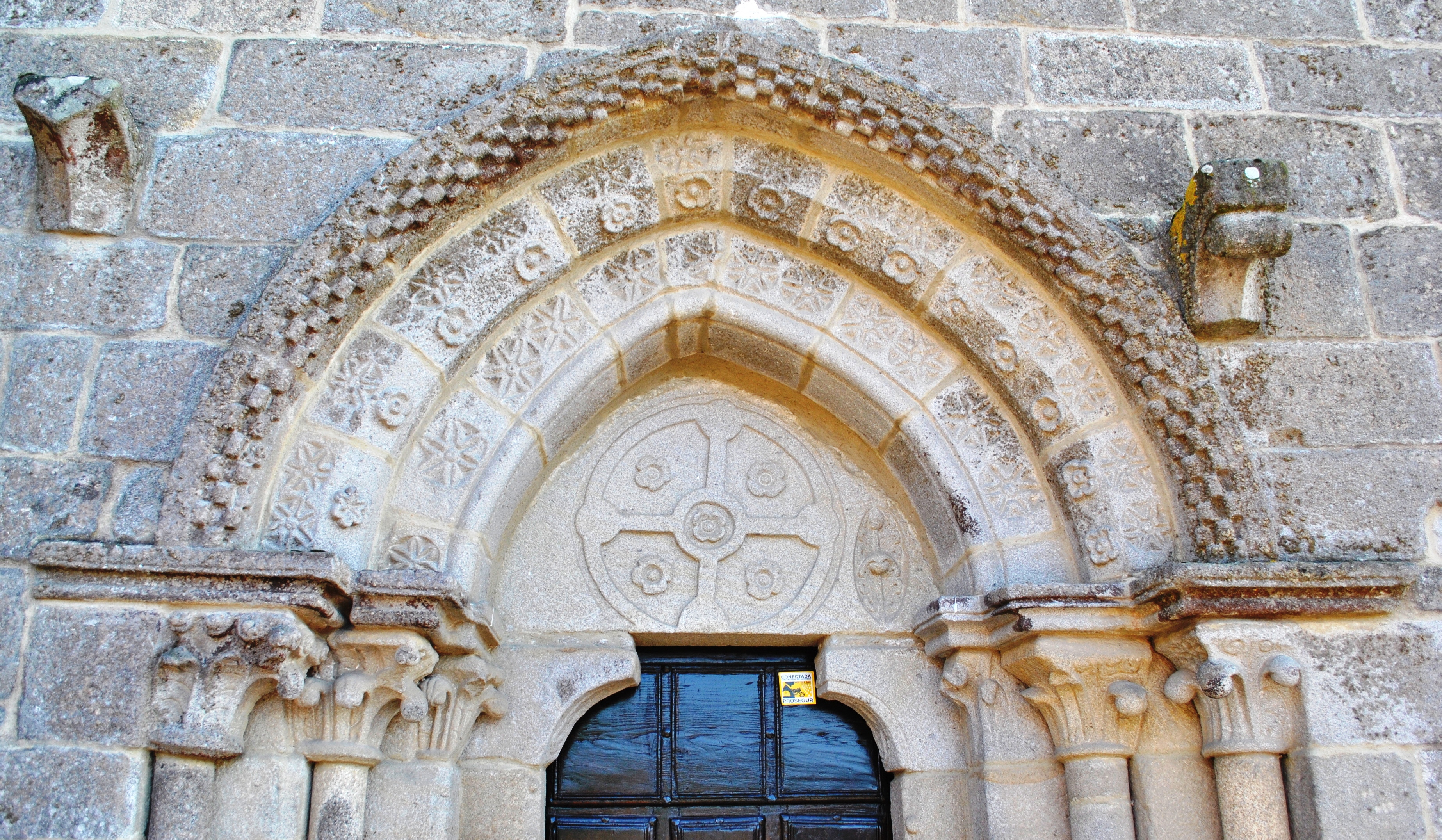
Tympanon des Nordportals
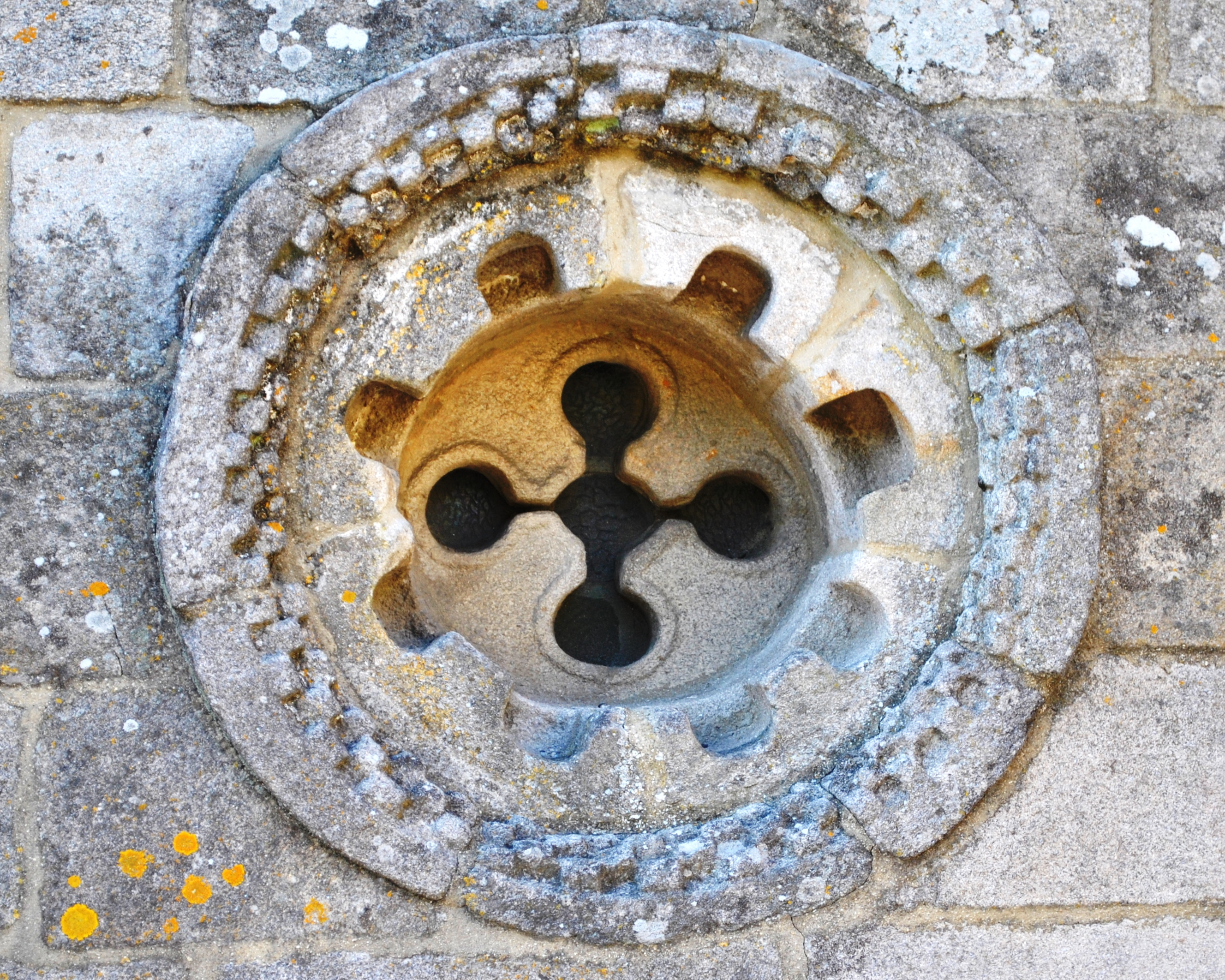
Südfenster der Apsis
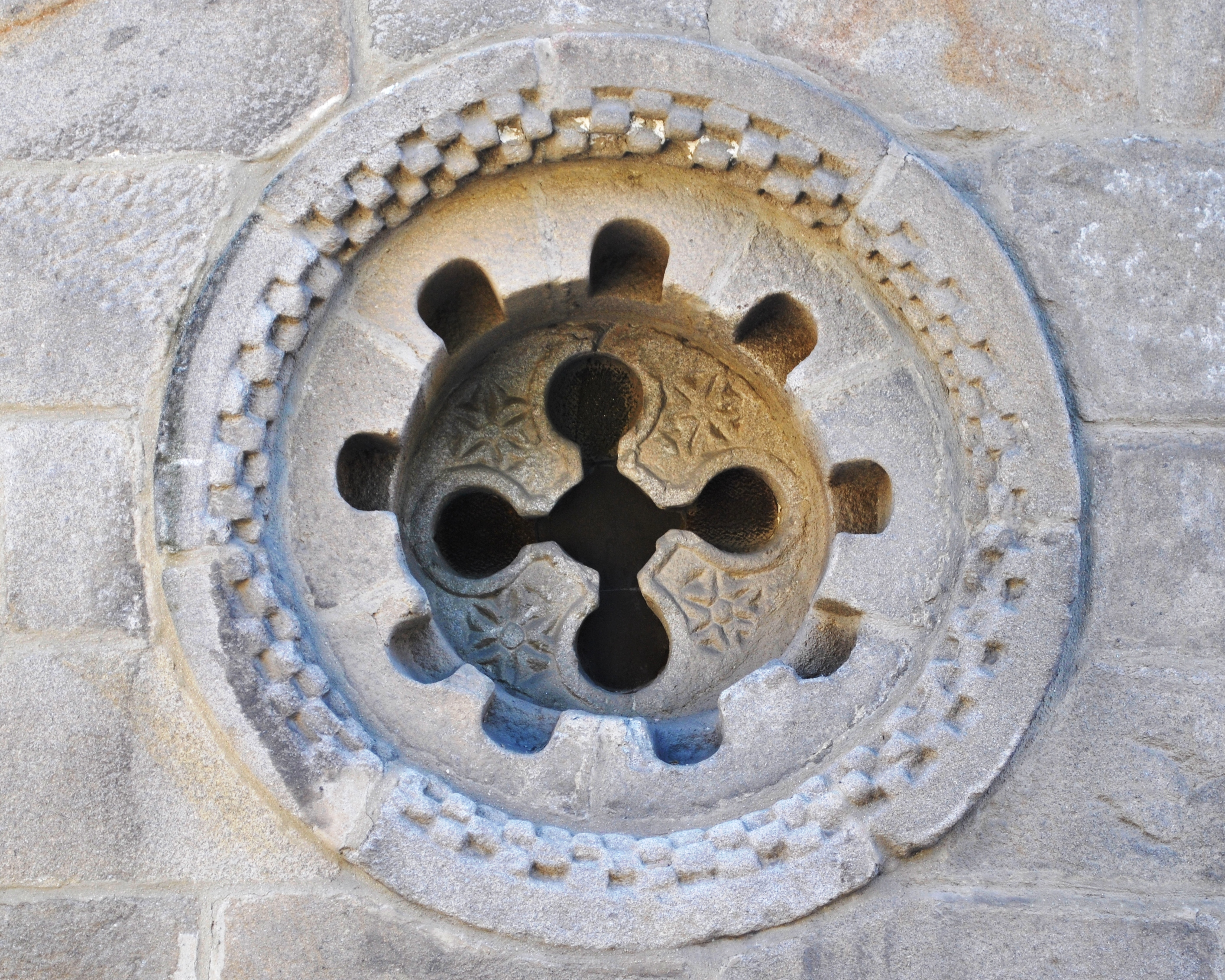
Mittelfenster der Apsis

- Vor der Kirche steht ein barockes Kreuz aus dem 17. Jahrhundert.
- Eine einbogige mittelalterliche Steinbrücke ohne seitliche Brüstungsmauern überquert den Río Lagares am Nordende des Parque Público de Castrelos.
- Am Ostrand des Parks befindet sich das 1937 eingeweihte Stadtmuseum (Museo Quiñones de León), welches sowohl archäologische Funde als auch Gemälde und kunsthandwerkliche Objekte (Möbel, Keramik etc.) von der Barockzeit bis in die jüngere Vergangenheit präsentiert.